# Vladimír Slavík
Vladimír Slavík (3. srpna 1866 Roudnice nad Labem – 5. září 1933 Praha) byl český lékař, profesor soudního lékařství na Lékařské fakultě Univerzity Karlovy a v roce 1928-1929 rektor této univerzity.

## Život a působení
Narodil se do rodiny roudnického řezníka a uzenáře Antonína Slavíka a jeho manželky Alžběty, roz. Turalinské. Po maturitě na gymnáziu v Roudnici studoval lékařství na Univerzitě Karlově v Praze, kde byl roku 1892 promován. Od roku 1891 působil jako asistent na ústavu soudního lékařství, roku 1897 se habilitoval a roku 1903 byl jmenován mimořádným profesorem soudního lékařství. Roku 1908 byl jmenován řádným profesorem a přednostou Ústavu soudního lékařství. V roce 1916 byl zvolen děkanem lékařské fakulty. Od roku 1896 byl také soudním lékařem zemského soudu.
Zemřel roku 1933 v Praze a byl pohřben na Vinohradském hřbitově.

## Dílo
- Soudně lékařská diagnostika otrav. 1908
- Soudní lékařství. 1912 a dále.